# Сарай Бату
Сарай Бату е изчезнал град в днешна Русия, столица на Златната орда до 1282 г.
Намира се при днешното село Селитренное в Астраханска област недалеч от областния град Астрахан.
При своя разцвет заема около 10 кв. km на левия бряг на Ахтуба, ръкав на Волга. По различни оценки населението му достига от 70 до 600 хил. души, което го нарежда сред най-големите градове в Евразия по онова време.
Сарай Бату е основан около 1242 от Бату хан като столица на монголите в Източна Европа.
Разположен на северния клон на Пътя на коприната, градът се превръща във важен политически и икономически център. В него се събират много занаятчии – грънчари, бижутери, стъклари, леяри. Собствени квартали имат монголците, печенегите, аланите и черкезите, руснаците, волжките българи, византийците и италианците. Повечето сгради са от кирпич, изградени са водоснабдителна и канализационна системи.
През 1282 г. столицата на Златната орда е преместена в близкия град Сарай Берке. През 1395 г. Сарай Бату е разрушен от Тимур.
|  | Тази страница частично или изцяло представлява превод на страницата „Сарай-Бату“ в Уикипедия на руски. Оригиналният текст, както и този превод, са защитени от Лиценза „Криейтив Комънс – Признание – Споделяне на споделеното“, а за съдържание, създадено преди юни 2009 година – от Лиценза за свободна документация на ГНУ. Прегледайте историята на редакциите на оригиналната страница, както и на преводната страница, за да видите списъка на съавторите. ВАЖНО: Този шаблон се отнася единствено до авторските права върху съдържанието на статията. Добавянето му не отменя изискването да се посочват конкретни източници на твърденията, които да бъдат благонадеждни. |